# Nao Kodaira
Nao Kodaira (小平 奈緒 Kodaira Nao; Chino, 26 mei 1986) is een Japans oud-langebaanschaatsster. Ze is gespecialiseerd in de sprintafstanden. In 2018 won ze goud op de 500 meter en zilver op de 1000 meter tijdens de Olympische Winterspelen. Daarmee is ze de eerste Japanse vrouw, die olympisch goud won bij het langebaanschaatsen.
Van 2014 tot 2016 trainde ze bij Team Continu van Marianne Timmer en Gianni Romme en woonde ze op een boerderij in Wolvega.

## Carrière
Kodaira debuteerde in het internationale profcircuit tijdens de wereldbekerwedstrijd van 10 november 2006 in Thialf, Heerenveen. Sindsdien rijdt Kodaira structureel mee in de A-groep bij de wereldbeker en deed ze ook mee aan meerdere wereldkampioenschappen en Olympische Spelen.
In seizoen 2014/2015 stapte ze over naar Team Continu van Marianne Timmer en Gianni Romme. Ze wist bij de wereldbekerwedstrijden 500 meter verscheidene keren op het podium te eindigen en behaalde zodoende op de 500 meter tijdens het WK Afstanden in Thialf brons, achter de Amerikanen Heather Richardson en Brittany Bowe.
Tijdens het WK Sprint in Calgary werd ze met drie van de vier gewonnen races wereldkampioene sprint en bij het WK Afstanden in 2017 in Gangneung werd Kodaira wereldkampioene op de 500 meter en pakte ze zilver op de 1000 meter. Ook won ze aan het einde van het seizoen de wereldbeker over 500 meter. Het seizoen daarop bracht ze in Salt Lake City op 10 december 2017 het wereldrecord op de 1000 meter van Brittany Bowe naar 1.12,09. Op de Olympische Winterspelen van PyeongChang werd ze olympische kampioene op de 500 meter.
Als gevolg van de Coronapandemie nam Kodaira in het seizoen 2020-2021, evenals andere Aziatische schaatsers, niet deel aan internationale wedstrijden. Op 10 december 2021 reed ze op de 500 meter met 36,81 een Masters Record op het ijs van Calgary. In oktober 2022 beëindigde ze haar carrière tijdens het nationaal kampioenschap.

## Records

### Persoonlijke records
| Afstand    | Tijd    | Datum            | Baan           |
| ---------- | ------- | ---------------- | -------------- |
| 500 meter  | 0 36,39 | 16 maart 2019    | Calgary        |
| 1000 meter | 1.11,77 | 9 maart 2019     | Salt Lake City |
| 1500 meter | 1.52,82 | 16 februari 2020 | Salt Lake City |
| 3000 meter | 4.21,53 | 22 oktober 2010  | Nagano         |

### Wereldrecords
| Nr. | Afstand        | Tijd    | Datum               | Baan           |
| --- | -------------- | ------- | ------------------- | -------------- |
| 1   | Sprintvierkamp | 146,390 | 25/26 februari 2017 | Calgary        |
| 2   | 1000 meter     | 1.12,09 | 10 december 2017    | Salt Lake City |

|  | = huidig wereldrecord |

#### Wereldrecords laaglandbaan (officieus)
| Nr. | Afstand   | Tijd  | Datum            | Baan      |
| --- | --------- | ----- | ---------------- | --------- |
| 1.  | 500 meter | 37,13 | 10 februari 2017 | Gangneung |
| 2.  | 500 meter | 37,08 | 17 november 2017 | Stavanger |
| 3.  | 500 meter | 37,07 | 18 november 2017 | Stavanger |
| 4.  | 500 meter | 37,05 | 7 februari 2018  | Gangneung |
| 5.  | 500 meter | 36,94 | 18 februari 2018 | Gangneung |

|  | = huidig wereldrecord |

## Resultaten
| Jaar | AK Sprint | AK Afstanden       | WK Sprint | WK Afstanden               | Olympische Spelen                              | Wereldbeker                  |
| ---- | --------- | ------------------ | --------- | -------------------------- | ---------------------------------------------- | ---------------------------- |
| 2002 | 23e       | 18e 500m 32e 1000m |           |                            |                                                |                              |
| 2003 | 18e       | 11e 500m 13e 1000m |           |                            |                                                |                              |
| 2004 | 31e       | 12e 500m 13e 1000m |           |                            |                                                |                              |
| 2005 | 15e       | 11e 500m 11e 1000m |           |                            |                                                |                              |
| 2006 |           |                    |           |                            |                                                |                              |
| 2007 | 5e        | 500m · 1000m       |           | 13e 1000m                  |                                                | 12e 500m 10e 1000m           |
| 2008 |           |                    |           | NC1 500m 12e 1000m         |                                                | 22e 500m 23e 1000m           |
| 2009 |           |                    |           |                            |                                                | 24e 500m 30e 1000m 5e 1500   |
| 2010 |           |                    | 4e        |                            | 12e 500m · 5e 1000m · 5e 1500m · achtervolging | 6e 500m 8e 1000m 17e 1500m   |
| 2011 |           |                    | 5e        | 8e 500m 16e 1000m          |                                                | 5e 500m 4e 1000m 30e 1500m   |
| 2012 |           |                    | 13e       | 18e 500m 12e 1000m         |                                                | 6e 500m 14e 1000m 24e 1500m  |
| 2013 |           |                    | 22e       | 6e 500m 16e 1000m          |                                                | 7e 500m 14e 1000m 40e 1500m  |
| 2014 |           |                    | 5e        |                            | 5e 500m 13e 1000m                              | 5e 500m 9e 1000m 32e 1500m   |
| 2015 |           |                    | NS2       | 500m · 11e 1000m           |                                                | 500m · 23e 1000m · 10e 1500m |
| 2016 |           |                    | 8e        | 6e 500m                    |                                                | 11e 500m 19e 1000m           |
| 2017 |           |                    | Goud      | 500m · 1000m               |                                                | 500m · 4e 1000m · 27e 1500m  |
| 2018 |           |                    | NS4       |                            | 500m · 1000m · 6e 1500m                        | 4e 500m 6e 1000m 27e 1500m   |
| 2019 |           |                    | Goud      | 500m · 1000m               |                                                | 500m · 1000m                 |
| 2020 |           |                    | Zilver    | 500m · 6e 1000m · 9e 1500m |                                                | 500m · 1000m · 15e 1500m     |
|      |           |                    |           |                            |                                                |                              |
| 2022 |           |                    |           |                            | 17e 500m 10e 1000m                             | 500m · 1000m · 34e 1500m     |

 AK = Aziatisch kampioenschap 
1960: Helga Haase ·
1964: Lidia Skoblikova ·
1968: Ljoedmila Titova ·
1972: Anne Henning ·
1976: Sheila Young ·
1980: Karin Enke ·
1984: Christa Rothenburger ·
1988: Bonnie Blair ·
1992: Bonnie Blair ·
1994: Bonnie Blair ·
1998: Catriona Le May-Doan ·
2002: Catriona Le May-Doan ·
2006: Svetlana Zjoerova ·
2010: Lee Sang-hwa ·
2014: Lee Sang-hwa ·
2018: Nao Kodaira ·
2022: Erin Jackson